# La libertad
La libertad és una pel·lícula dramàtica de l'Argentina filmada en color dirigida per Lisandro Alonso sobre el seu propi guió que es va estrenar el 28 de juny de 2001. La pel·lícula es va preestrenar al Festival de Cinema de Buenos Aires a l'abril de 2001 i va ser convidada al 54è Festival Internacional de Cinema de Canes de maig del mateix any on es va exhibir en la secció oficial Un certain regard. La direcció del Festival va acordar la pel·lícula amb la condició que el seu director, Lisandro Alonso esborrés l'últim pla, on Misael esclata a riure davant la càmera.

## Sinopsi
Misael viu en la muntanya de la pampa treballant amb la seva destral i sobreviu només amb l'indispensable i gairebé sense contacte amb altres persones. El film segueix la seva vida minut a minut intentant descobrir a través de petits moviments o accions la seva manera d'estar al món.

## Repartiment
Van participar del film els següents intèrprets:
- Misael Saavedra...Destraler
- Humberto Estrada…capatàs
- Rafael Estrada…capatàs
- Omar Didino...comprador de fusta
- Javier Didino…empleat de la gasolinera

## Comentaris
Laura M. Martins a Cine, política y (post)estado. La libertad de Lisandro Alonso va escriure:
| « | ”En definitiva, les imatges amb les quals treballa Alonso són hàptiques en el sentit que emfatitza la naturalesa immanent i corporal de l'experiència de l'art; exhibeix una economia de la mirada alternativa que privilegia la presència material de la imatge. Cinema háptico en el sentit de constituir-se en un objecte amb el qual interactuem més que ser una il·lusió en la qual ingressem (Marks 190) com en un viatge immòbil.” | » |

Javier Porta Fouz a El Amante del cine va dir de la pel·lícula:
| « | …en la seva desafiadora originalitat estètica presenta un univers, de tan pegat a la terra, gairebé extraterrenal”. | » |

Marcelo Panozzo al Catálogo del Festival de Buenos Aires va opinar:
| « | ”La senzillesa del conte, sumada a les seves complexes ressonàncies, i les seves qualitats artesanals arrodoneix un model de cinema que de tan evident ningú s'havia arriscat a fer.” | » |

## Nominacions i premis
Als Premis Cóndor de Plata 2002 fou nominada a la Millor opera prima, i va rebre el premi Fipresci i el premi KNF al Festival Internacional de Cinema de Rotterdam.